# Matthew Good

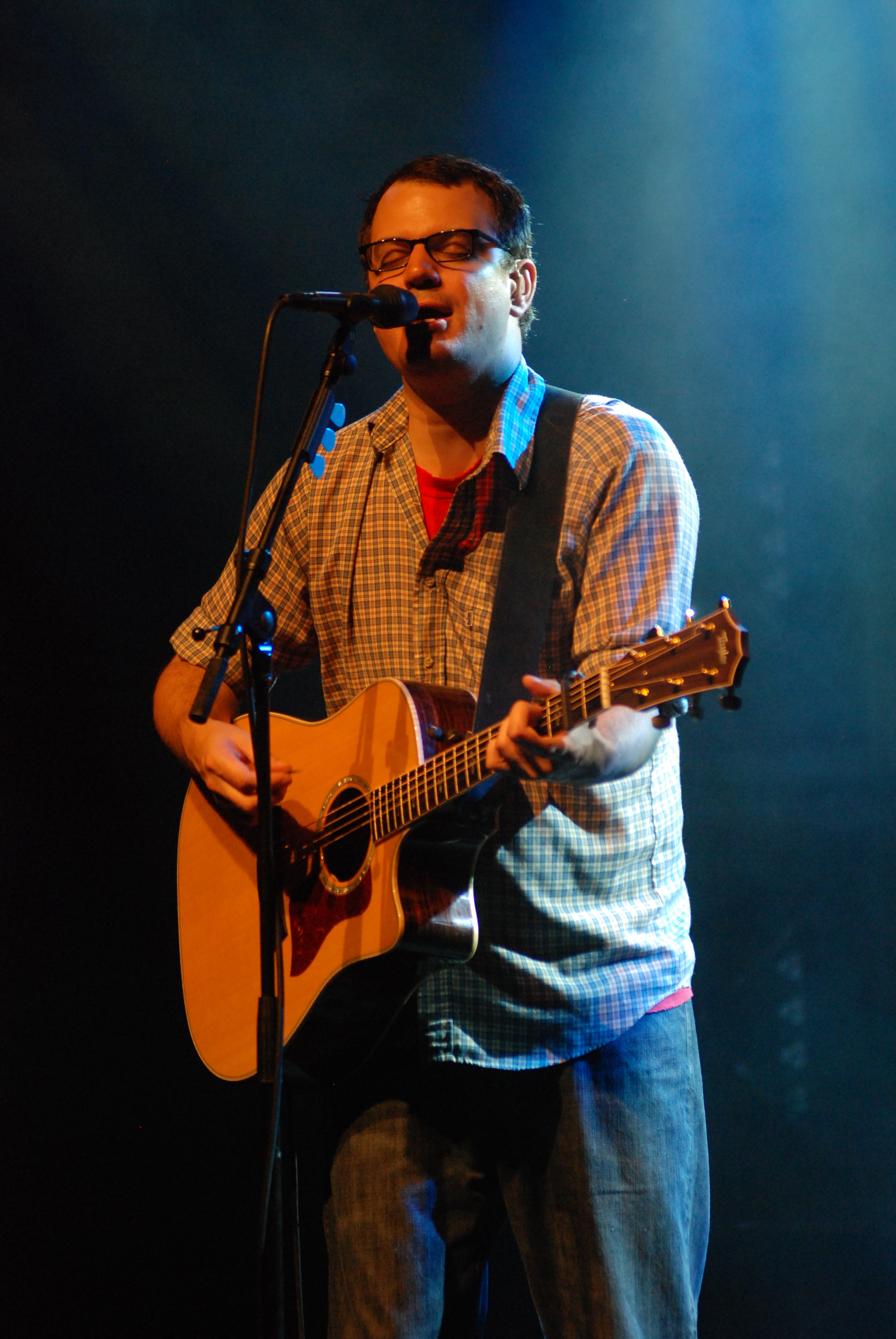
Matthew Good

Matthew Frederick Robert Good (* 29. Juni 1971 in Burnaby, British Columbia) ist ein kanadischer Rockmusiker.
Er war der Leadsänger der Matthew Good Band, welche in den 1990er Jahren zu den wichtigsten Bands im Alternative-Rock-Genre Kanadas zählten, bevor sie sich 2002 auflösten. Damalige Bandmitglieder waren Ian Browne (Schlagzeug), Dave Genn (Gitarre und Keyboard) und Geoff Lloyd bzw. später Rich Priske (Bass). Seit Auflösung der Band verfolgt Matthew Good eine Solokarriere und ist außerdem als politischer Aktivist und Blogger aktiv.

## Die Matthew Good Band
Zu Beginn seiner Karriere nahm Good eine Reihe Folk-Demos auf und war kurzzeitig der Leadsänger der Folkband Rodchester Kings. Die Matthew Good Band gründete sich 1995 in Vancouver, British Columbia. Im gleichen Jahr veröffentlichten sie ihr Debütalbum Last of the Ghetto Astronauts. Obwohl sich ihre Bekanntheit anfangs nur auf die Vancouverregion begrenzte, begann man 1996 in weiteren Teilen Kanadas auf die Band aufmerksam zu werden. Die Singleauskopplungen Alabama Motel Room, Symbolistic White Walls und Haven't Slept in Years wurden beliebte Hits im Radio und bei MuchMusic. Das Album brachte der Band knapp 5.000 Kanadische Dollar ein, was es zu der wahrscheinlich erfolgreichsten Independentveröffentlichung einer kanadischen Band machte.
Das 1997 erschienene Album Underdogs, produziert von Warne Livesey, brachte die Singles Everything is Automatic und Apparitions hervor. Letztere sollte die erfolgreichste Auskopplung der Band werden. Goods politische Stellungnahmen und sein überzeugtes Auftreten waren in der kanadischen Rockszene der neunziger Jahre ungewöhnlich, und bald war er sowohl für sein musikalisches Talent, wie auch für seinen angeblich schwierigen Charakter, bekannt. Um seinen Ruf zu pointieren, verkaufte Good bei den Konzerten T-Shirts mit dem Aufdruck I Hear Matt Good Is a Real Asshole (Ich habe gehört, Matt Good ist ein richtiges Arschloch). Gelegentlich trug er auf Werbephotos auch eine Gorillamaske.
Während der Aufnahmen zum Album Beautiful Midnight stieg Lloyd aus der Band aus. Seinen Platz als Bassist übernahm Rich Priske. Das 1999 herausgekommene Album, mit den Singleerfolgen Hello Time Bomb, Strange Days und Load Me Up, machte die Matthew Good Band schlagartig zu einer der bekanntesten kanadischen Rockbands. Für Beautiful Midnight bekam die Gruppe 2000 zwei Juno Awards, als beste Band und für das beste Rockalbum. Good boykottierte die Juno Awards und Gitarrist Dave Genn wurde zitiert, dass er lediglich wegen der Freigetränke gekommen sei.
Nachdem die Band für knapp zwei Jahre mit Beautiful Midnight auf Tour war, begann sie mit Arbeiten am Album The Audio of Being. In diese Zeit fielen auch die ersten emotionellen Probleme Goods, in denen er Schwierigkeiten hatte, mit dem Erfolg der Band fertigzuwerden. Gleichzeitig wurde bei ihm Sarkoidose (eine Bindegewebskrankheit, die Läsionen im Lungengewebe hervorruft) festgestellt, was ihn dazu zwang, mit dem Rauchen aufzuhören. Nach einer Operation an den Stimmbändern zog sich Good für drei Wochen in ein Hotel in Whistler zurück und arbeitete an seinen neuen Songs. Er schrieb später, dass er die meiste Zeit mit dem Versuch verbrachte, weniger Nahrungsergänzungsriegel zu essen, die wachsenden Spannungen in der Band und die hohen Erwartungen zu vergessen, sich zu übergeben und eine Richtung in seinem eigenen Leben zu finden.
Ende 2000 begann die Band mit Studioaufnahmen zu The Audio of Being. Während der Arbeiten kam es zu internen Streitereien, woraufhin Dave Genn die Band verließ, um kurze Zeit später jedoch wieder einzutreten. Nach der Veröffentlichung des Albums im Oktober 2001 trat Genn definitiv aus und Good löste in Folge 2002 die Matthew Good Band auf.

## Matthew Good als Aktivist
Neben seiner musikalischen Tätigkeit ist Good auch als Schriftsteller und Blogger aktiv. Zwischen 1997 und 2000 veröffentlichte er eine Reihe von Manifesten auf der Homepage der Band. Ein Großteil dieser Schriften wurde später in sein Buch At last there is nothing left to say (2001) eingebunden.
Ein weiteres Interesse Goods liegt in der Politik und Geschichte. In den letzten Jahren benutzt er verstärkt seine Homepage, um seine politischen Ansichten über die kanadische Regierung, Auswirkungen der US-Außenpolitik und globale Konflikte, wie zum Beispiel die Darfur-Krise, publik zu machen. Dabei unterstützt er öffentlichkeitswirksam auf seinen Tourneen, wie auch finanziell Amnesty International.

## Diskographie

### Matthew Good (Demos)
- 1993: Left of Normal
- 1993: Broken
- 1994: Euphony

### Matthew Good Band
- 1994: 15 Hours on a September Thursday (Demo)
- 1995: Last of the Ghetto Astronauts
- 1996: Raygun
- 1997: Underdogs
- 1998: Lo-Fi B-Sides
- 1999: Beautiful Midnight
- 2001: Loser Anthems
- 2001: The Audio of Being

### Matthew Good (Solo)
- 2003: Avalanche
- 2004: White Light Rock & Roll Review
- 2005: In a Coma
- 2007: Hospital Music
- 2008: Live at Massey Hall
- 2009: Vancouver
- 2011: Lights of Endangered Species
- 2013: Arrows of Desire
- 2015: Chaotic Neutral
- 2017: Something Like a Storm